# Marcos Cáceres
Marcos Antonio Cáceres Centurión (ur. 5 maja 1986 w Asunción) – paragwajski piłkarz występujący najczęściej na pozycji prawego obrońcy. Od 2012 roku zawodnik Newell’s Old Boys, grającego w Primera División de Argentina.

## Kariera klubowa
Cáceres jest wychowankiem jednego z najbardziej utytułowanych klubów paragwajskich – Cerro Porteño. W drużynie seniorskiej zadebiutował 10 lipca 2006 w spotkaniu z Nacionalem. Z zespołem „Azulgrana” wywalczył tytuł mistrzowski w sezonie Clausura 2006. W lipcu 2007 wyjechał do pobliskiej Argentyny, gdzie podpisał kontrakt z Racing Clubem. W lipcu 2012 roku został w Argentynie i dołączył do Newell’s Old Boys.

### Statystyki klubowe
| Klub          | Sezon     | Rozgrywki                     | Mecze | Gole |
| ------------- | --------- | ----------------------------- | ----- | ---- |
| Racing Club   | 2009-2010 | Primera División de Argentina | 5     | 0    |
| Racing Club   | 2008-2009 | Primera División de Argentina | 20    | 1    |
| Racing Club   | 2007–2008 | Primera División de Argentina | 34    | 0    |
| Cerro Porteño | 2007      | Primera División de Paraguay  | 1     | 0    |
| Cerro Porteño | 2006      | Primera División de Paraguay  | 21    | 0    |

Ostatnia aktualizacja: 24 maja 2010.

## Kariera reprezentacyjna
Cáceres w dorosłej reprezentacji Paragwaju zadebiutował w sierpniu 2007 w spotkaniu z Wenezuelą. Pierwsze powołanie na mecze o stawkę otrzymał 28 maja 2009, kiedy to Paragwaj występował w eliminacjach do MŚ 2010. Rok później selekcjoner Martino powołał go do szerokiej kadry na ten mundial.

### Statystyki reprezentacyjne
| Reprezentacja | Rok  | Mecze | Gole |
| ------------- | ---- | ----- | ---- |
| Paragwaj      | 2010 | 1     | 0    |
| Paragwaj      | 2009 | 2     | 0    |
| Paragwaj      | 2008 | 2     | 0    |
| Paragwaj      | 2007 | 1     | 0    |

Ostatnia aktualizacja: 24 maja 2010.

## Życie prywatne
Brat Marcosa, Víctor, również jest piłkarzem i ma za sobą występy w reprezentacji Paragwaju.